# Museo Arqueológico de Apaxco
El Museo Arqueológico de Apaxco, Estado de México, México fue fundado en el año de 1985, está ubicado frente a la parroquia de San Francisco de Asís y a un costado del palacio municipal. Cuenta con una importante colección de piezas arqueológicas encontradas en esta localidad.